# Співучасть у вбивстві
«Співучасть у вбивстві» (рос. «Соучастие в убийстве») — радянський детективний художній фільм 1986 року, знятий на кіностудії «Мосфільм» за однойменним романом (Shares in Murder) Джуди Вотена.  

## Сюжет
Бет Тайсон убита у своєму особняку. Старший інспектор Філдс, інспектор Брамелл і сищик Філберт мають три різні версії цього злочину…

## У ролях
- Евальд Хермакюла — Стюарт Браммел, інспектор (озвучив Олександр Бєлявський)
- Ролан Биков — Френк Філдс, старший інспектор
- Чезара Дафінеску — Юніс, танцівниця
- Олег Басілашвілі — Томас Хобсон, багатий коханець Бет Тайсон
- Георгій Юматов — Норман Сім, злодій
- Михайло Данилов — Альберт Фогг, ювелірний король
- Іон Дікісяну — Чарлі Руні, господар кабаре
- Валерій Гатаєв — інспектор поліції Філберт
- Дмитро Писаренко — Уоллес Лі, молодий коханець Бет Тайсон
- Олександр Кудінов — інспектор поліції Макгаррі
- Едуардас Кунавічюс — Естольйо Бібі, свідок
- Олексій Преснецов — комісар поліції
- Майтас Агу — Санні Андерсон, підручний Руні
- Юріс Стренга — Айкінс, інформатор
- Борис Клюєв — Оліфер, адвокат
- Ірина Губанова — Ева Саммерс, власниця магазину мод
- Нонна Терентьєва — Бет Тайсон
- Вадим Александров — Ел, брат Нормана Сіма
- З. Албані — епізод
- Ю. Бенце — епізод
- Ш. Велничук — епізод
- Георгій Всеволодов — присяжний
- М. Годра — епізод
- В. Гордієнко — епізод
- В. Дворніков — епізод
- Р. Добре — епізод
- Тетяна Ігнатова — епізод
- М. Іван — епізод
- К. Кашеною — епізод
- Ігор Лаврик — епізод
- Таїсія Литвиненко — мати Лі
- Олександр Литовкин — епізод
- А. Мунтяну — епізод
- Андрій Порошин — епізод
- Д. Попа — епізод
- П. Пандуру — епізод
- Георгій Рибаков — епізод
- Павло Ремезов — епізод
- Федір Смирнов — епізод
- К. Стонеску — епізод
- Данута Столярська — дружина Альберта Фогга
- Валерій Свєтлов — Біллі, оператор камер спостереження в кабаре
- Людмила Солоденко — епізод
- В. Устинович — епізод
- Олена Хорькова — епізод
- М. Якубовський — епізод
- Ігор Майданов — журналіст
- Ладлена Фетисова — епізод
- Д. Добре — епізод
- Вадим Іванов — журналіст

## Знімальна група
- Режисери-постановники — Володимир Краснопольський, Валерій Усков
- Сценаристи — Едуард Володарський, Володимир Краснопольський, Валерій Усков
- Оператори-постановники — Володимир Мінаєв, Віктор Шейнін
- Композитор — Едуард Артем'єв
- Художник-постановник — Володимир Донсков